# Apteraltica schawalleri
Apteraltica schawalleri es un coleóptero de la familia Chrysomelidae.
Fue descrita científicamente por primera vez en 2004 por Medvedev.